# PWS-24
PWS-24 – pierwszy seryjnie produkowany samolot pasażerski polskiej konstrukcji wprowadzony do eksploatacji przez PLL LOT, skonstruowany w latach 1930-1931 przez inż. S. Cywińskiego z wytwórni PWS na bazie PWS-21bis. Był to sześciomiejscowy samolot pocztowo-komunikacyjny (4 pasażerów, 2 członków załogi) do obsługi linii krajowych, z czasem przystosowany także do zastosowań aerofotogrametrycznych. Pozostał jedynym seryjnie produkowanym polskim samolotem pasażerskim.

## Historia
Prototyp o nr rej. SP-AGR oblatany został w sierpniu 1931 roku i po próbach został zmodyfikowany. W kwietniu 1932 roku przeszedł próby w PLL LOT i wygrał konkurs na następcę Junkersa F 13, wygrywając z Lublinem R.XVI. Koszt budowy samolotu seryjnego wynosił ok. 90 tys. zł. Zamówienie złożone zostało w 1933 roku na 5 egzemplarzy SP-AJF, SP-AJG, SP-AJH, SP-AJJ, SP-AJK („Filip”, „Gienek”, „Hipek”, „Jacek” i „Kazik”). Samoloty SP-AGR, SP-AJF i SP-AJJ w połowie 1933 roku przerobione zostały na aerofotogrametryczne.
W samolotach aerofotogrametrycznych przebudowano kadłub, który uległ wydłużeniu. W miejscu kabiny pasażerskiej zamontowano aparaturę fotograficzną i podręczne laboratorium. W podłodze zamontowano przeszklone wzierniki do wykonywania zdjęć. Podwozie uległo zmianie, amortyzator został przesunięty ku dołowi. Samoloty otrzymały krajowe silniki Škoda-Wright o mocy startowej 235 KM i metalowe śmigło (nastawne na ziemi) typu Gnome-Rhone seria 350 nr 49.
Samoloty pierwszej serii wycofane zostały z użycia w 1936 roku, z wyjątkiem SP-AJJ wycofanego w 1938 roku. 
W 1932 roku prototyp został wyposażony w silnik Lorraine Algol, o mocy 220 kW (300 KM), a w 1934 roku Pratt & Whitney Wasp Junior, o mocy 294 kW (400 KM), co dało początek wersji PWS-24 bis. Wersja ta zamówiona została przez PLL LOT w kolejnych 5 egzemplarzach i w 1935 roku odebrano samoloty oznaczone SP-AMN, SP-AMO, SP-AMP, SP- AMR i SP-AMS. Jeden z samolotów z poprzedniej serii SP-AJH został też przerobiony do wersji PWS-24 bis z nowym oznaczeniem SP-ASY. 
Samolot PWS-24 bis nr SP-AMR w 1935 roku odstąpiono wojsku, SP-AMO w 1936 roku zakupiła Liga Morska i Kolonialna, SP-AMN wycofano z użycia w 1937 roku, a SP-AMP i SP-AMS przerobiono na aerofotogrametryczne w 1936 roku. SP-AMR rozbił się we wrześniu 1939 roku niedaleko Brześcia nad Bugiem. SP-AMS został ewakuowany do Rumunii i internowany, a w lutym 1940 przejęty przez rząd Rumunii i używany zgodnie z przeznaczeniem jako fotogrametryczny przez linie LARES, do czasu skasowania po wypadku z datą 8 września 1940.